# Mycosphaerella lycopodii-annotini
Mycosphaerella lycopodii-annotini är en svampart som tillhör divisionen sporsäcksvampar, och som beskrevs av Franz Petrak. Mycosphaerella lycopodii-annotini ingår i släktet Mycosphaerella, och familjen Mycosphaerellaceae. Arten är reproducerande i Sverige.